# Édith Royer
Pour les articles homonymes, voir Royer.
Édith Royer, née Jeanne-Reine-Catherine Édith Challan-Belval le 14 juin 1841 à Aisy-sur-Armançon, en Bourgogne, et morte le 3 avril 1924 à Quincy-le-Vicomte, est une voyante mystique catholique qui eut une dévotion spéciale au Sacré-Cœur pendant la guerre de 1870 et la Première Guerre mondiale.

## Biographie
Enfant déjà, Édith Challan Belval se destinait à la vie religieuse et avait fait dès l'âge de six ans vœu de chasteté. Ce vœu fut déclaré canoniquement « nul » par les autorités religieuses et elle épousa le 22 juillet 1860 Charles Royer (1831-1883), dont le décès prématuré devait la laisser veuve à l'âge de 42 ans.
Elle fonda la confrérie de « Prière et pénitence » de Montmartre approuvée par le Saint-Siège le 18 avril 1894 et érigée, par un bref pontifical, en archiconfrérie mondiale (distincte du Vœu national) ayant pour siège la basilique du Sacré-Cœur de Montmartre. Son rôle dans cette fondation resta toute sa vie anonyme, cependant en 1916 La Croix révélait, dans une série de trois articles, mais sans dévoiler le nom de cette « âme favorisée », ce que l'archiconfrérie devait aux « Voix de l'au-delà ». Ce n'est que plusieurs années après sa mort que le nom d'Édith Royer fut imprimé pour la première fois, en 1928, dans le bulletin de la basilique.
La maison Royer de Saint-Rémy était devenue un couvent de Bernardines en 1898 ,. Le 25 mars 1920, Édith Royer y prit l’habit des Bernardines et commença son noviciat, mais des problèmes de santé l'obligèrent à retourner dans sa famille, à Quincy, où elle mourut le 3 avril 1924.
De son mariage avec Charles Royer elle eut quatre filles, dont les deux dernières, Jeanne et Rose, épousèrent respectivement Adéodat Boissard et Maurice Blondel.

## Pour approfondir